# Artan Sakaj
Artan Sakaj (8 de Dezembro de 1980, Vlorë - Albânia) é um futebolista albanês que joga como volante atualmente pelo Flamurtari Vlorë da Albânia .